# ゴーントレット作戦
ゴーントレット作戦（ゴーントレットさくせん、英語: Operation Gauntlet）は第二次世界大戦中の1941年8月25日から9月3日まで、カナダ軍の奇襲、イギリス軍の運輸支援と自由ノルウェー軍による連合作戦。作戦は北極点から600マイル南にあるノルウェー領スヴァールバル諸島のスピッツベルゲン島で行われ、成功した。ガントレット作戦とも。
作戦の目的はスピッツベルゲン島の炭鉱およびその設備の破壊だった。炭鉱はノルウェー（ロングイェールビーン）およびソビエト連邦（バレンツブルク）が所有・経営していたが、両国とも炭鉱の破壊と自国民の避難に同意した。

## 背景
ドイツ軍は1940年6月にヴェーザー演習作戦を成功してノルウェー全土を占領、続いて1941年6月にバルバロッサ作戦を開始してソビエト連邦を侵攻した。イギリス首相ウィンストン・チャーチルはすぐさまソ連と同盟した。ソ連がロシア北部へのイギリス海軍の進駐を要求したため、フィリップ・ヴィアン少将が現地調査にムルマンスクへ向かった。しかし結局イギリスは様々な理由で潜水艦しか派遣しなかった。
イギリス艦隊の派遣を要求する政治的な圧力が続いたため、スカパ・フローでK部隊が創設され、フィリップ・ヴィアンが部隊を率いて北極海で作戦を遂行した。

## 1回目の訪問
1941年7月末、ヴィアン軍はドイツ軍がいるかを知らないままスピッツベルゲン島へ向かった。ドイツ軍は駐留しておらず、ノルウェーの住民もソ連の住民も協力的だった。ノルウェー人のラグンヴァルド・タンバー大尉は代表としてロングイェールビーンに残り、K部隊は自由ノルウェー軍の志願兵70人と石炭船1隻を連れてイギリスへ帰った。ドイツ軍はこの動きを全く察知できなかった。
タンバー大尉は本土とラジオ通信を維持し、石炭を積載できるよう石炭船の派遣を求めたが、到着するやいなやそれを拿捕した。彼は石炭船を3隻拿捕して、後にイギリスへ向かうよう命令した。
イギリスへ戻る道中、K部隊は8月1日にビュルネイ島へ向かって、そこの測候所を破壊してノルウェー人の職員を避難させた。この行動でドイツ軍はようやく連合国の動きを察知、K部隊を尾行した。
ヴィアンはロンドンへ戻り参謀総長と会談した。彼のアドバイスは、軍事占領は可能だが、海が氷結するため海軍基地に適しない、というものだった。チャーチルは計画を立てるよう急がした。結局チャーチル、ソ連大使、ホーコン7世の間で同意した計画はK部隊をスピッツベルゲン島へ再び派遣して炭鉱と燃料を破壊、ロシア人を本国へ送還、ノルウェー人と使える船をイギリスへ連れていく、というものだった。

## 連合軍
地上部隊として2個大隊が上陸軍として指定されたが、ドイツ人がいないことがわかると1個大隊に減らされた。部隊はA・E・ポッツ准将率いる第2カナダ歩兵旅団、3個歩兵中隊、ノルウェー人部隊で構成された。炭鉱解体と運輸支援には解体の経験があるイギリスのケント要塞工兵部隊が派遣された。合計は527人のカナダ人を含み645人だった。
エンプレス・オブ・カナダが兵員輸送船として使用され、K部隊の艦船（イギリス海軍の軽巡洋艦ナイジェリアとオーロラ、駆逐艦のイカルス、アンソニー、アンテロープ、ターター、エクリプス）が護衛を務めた。 フィリップ・ヴィアンが引き続き指揮官を務めた。艦隊は8月19日に出発した。

## 作戦
部隊は8月25日に抵抗を受けずに上陸し、島の住民に歓迎された。バレンツブルクでの破壊が終わった後、ロシア人炭鉱夫2千人はその財産とともにエンプレス・オブ・カナダに乗ってアルハンゲリスクへ移動した。ナイジェリアが護衛をした。アルハンゲリスクには200人の自由フランス軍の兵士が待っていた。彼らはドイツの捕虜になっていたが脱出して乗船、イギリスへ向かった。一方、K部隊や解体部隊の残りはロングイェールビーンへ向かった。
9月3日、船隊はアルハンゲリスクから戻り、連合軍全軍と現地人800人およびそり犬15頭が集結した。無線局2所がこのときに破壊されたが、その直前までドイツ偵察機避けとしてあたりが濃霧という嘘の放送をした。
解体部隊は炭鉱を全て破壊、さらに石炭45万トン、燃料27万5千英ガロンを破壊した。1千トンの石炭が連合国の船の補給用として残された。唯一の「損害」はバレンツブルクで兵士1人がウォッカの店へ向かい、飲みすぎて酔ってしまったため船上へ運ばれたことだけだった。

## ドイツの護送船団
連合軍は9月3日にイギリスへ撤収した。戦利品として石炭船3隻、砕氷船1隻、捕鯨船1隻、引船1隻、アザラシ猟船1隻を拿捕した。ヴィアンはドイツの護送船団が辺りにあることを知っていた。駆逐艦5隻が護衛を継続しつつ、軽巡洋艦2隻は9月7日に護送船団の護衛艦をハマーフィヨルドで攻撃、砲術練習艦のブレムゼを撃沈した。戦闘中にナイジェリアの船首が損傷し、はじめは衝角攻撃によるものと報されたが、後に魚雷によるものと判明した。